# جورج أ. الكسندر
جورج أ. الكسندر (بالإنجليزية: George A. Alexander)‏ هو ضابط أمريكي، ولد في 8 سبتمبر 1884، وتوفي في 1969.